# Zeljko Radovic
Zeljko Radovic (ur. 6 kwietnia 1974 w Wiedniu) – austriacki piłkarz występujący na pozycji napastnika.

## Kariera klubowa
Radovic zawodową karierę rozpoczynał w 1994 roku w drugoligowym zespole First Vienna. Spędził w nim 3 lata, a w 1997 roku przeszedł do Grazera AK. Tam z kolei występował przez
2,5 roku. Na początku 2000 roku Radovic trafił do Rapidu Wiedeń, także występującego w Bundeslidze austriackiej. Przez 1,5 roku rozegrał tam 42 spotkania i zdobył 11 bramek.
W 2001 roku Radovic odszedł do innego pierwszoligowego zespołu, SV Ried. Grał tam przez 2 lata. W 2003 roku podpisał kontrakt z niemiecką Arminią Bielefeld z 2. Bundesligi. Zadebiutował tam 3 sierpnia 2003 roku w przegranym 1:3 pojedynku z Rot-Weiß Oberhausen. W 2004 roku awansował z zespołem do Bundesligi. W tych rozgrywkach w barwach Arminii nie zagrał jednak ani razu.
Na początku 2005 roku Radovic wrócił do Austrii, gdzie został graczem drugoligowego Kapfenbergera. Spędził tam 2,5 roku. Następnie grał w amatorskim SV Wienerberg, a w 2009 roku trafił do IC Favoriten.

## Kariera reprezentacyjna
W reprezentacji Austrii Radovic rozegrał 1 spotkanie. Był to towarzyski mecz z Węgrami (1:1), rozegrany 16 sierpnia 2000 roku.